# Tridecàgon
En geometria, un tridecàgon és un polígon de tretze costats i, per tant, de tretze vèrtexs.

## Propietats
Un tridecàgon té 65 diagonals, resultat que s'obté al aplicar la fórmula general per determinar el nombre de diagonals d'un polígon en funció del nombre de costats ({\displaystyle n}):
{\displaystyle D=n(n-3)/2}
La suma de tots els angles interiors d'un tridecàgon és 1980 graus o {\displaystyle 11\pi } radians.

## Tridecàgon regular
Un tridecàgon regular és el que té tots els costats d'igual longitud i tots els angles iguals. Cada angle interior del tridecàgon regular mesura {\displaystyle 11\pi /13} rad. Cada angle exterior del tridecàgon regular mesura {\displaystyle 2\pi /13} rad.

### Apotema
L'apotema d'un tridecàgon regular de costat {\displaystyle L} és
{\displaystyle a_{p}={\frac {L}{2}}\cdot {\frac {\sin(11\pi /26)}{\sin(\pi /13)}}={\frac {L}{2}}\cdot \cot(\pi /13)\simeq 2,0286\cdot L}
on {\displaystyle \cot } és la funció cotangent.

### Perímetre
El perímetre d'un tridecàgon regular és el producte de la longitud d'un dels costats ({\displaystyle L}) per tretze (nombre de costats del polígon):
{\displaystyle P=13\cdot L}

### Àrea
L'àrea d'un tridecàgon regular és
{\displaystyle A={\frac {P\cdot a_{p}}{2}}={\frac {13\cdot L\cdot a_{p}}{2}}}
sent {\displaystyle P} el perímetre, {\displaystyle L} el costat i {\displaystyle a_{p}} l'apotema.
L'àrea únicament en funció del costat {\displaystyle L} és
{\displaystyle A={\frac {13}{4\tan({\frac {\pi }{13}})}}\cdot L^{2}\simeq 13,1858\cdot L^{2}}
L'àrea únicament en funció de l'apotema ({\displaystyle a_{p}}) del polígon és
{\displaystyle A=13\cdot {\frac {\sin(\pi /13)}{\sin(11\pi /26)}}\cdot a_{p}^{2}=13\cdot a_{p}^{2}\cdot \tan(\pi /13)\simeq 3,2042\cdot a_{p}^{2}}